# Cattedrali in Lituania
Di seguito è riportata una lista delle cattedrali della Lituania.

## Cattedrali cattoliche
| Cattedrale                                                                           | Arcidiocesi o Diocesi            | Località    | Dedicazione                | Note                                                 | Immagine |
| ------------------------------------------------------------------------------------ | -------------------------------- | ----------- | -------------------------- | ---------------------------------------------------- | -------- |
| Cattedrale di Kaišiadorys Kaišiadorių Kristaus Atsimainymo katedra                   | Kaišiadorys                      | Kaišiadorys | Trasfigurazione di Gesù    | cattedrale                                           |          |
| Cattedrale di Kaunas Kauno Sv. apaštalų Petro ir Povilo Arkikatedra Bazilika         | Kaunas                           | Kaunas      | Santi Pietro e Paolo       | cattedrale, basilica                                 |          |
| Cattedrale di Panevėžys Kristaus Karaliaus katedra                                   | Panevėžys                        | Panevėžys   | Gesù                       | cattedrale                                           |          |
| Cattedrale di Šiauliai Sv. apaštalų Petro ir Povilo Arkikatedra                      | Šiauliai                         | Šiauliai    | Santi Pietro e Paolo       | cattedrale                                           |          |
| Cattedrale di Telšiai Šv. Antano Paduviečio katedra                                  | Telšiai                          | Telšiai     | Sant'Antonio da Padova     | cattedrale                                           |          |
| Cattedrale di Vilkaviškis Vilkaviškio Švč. Mergelės Marijos Apsilankymo katedra      | Vilkaviškis                      | Vilkaviškis | Maria                      | cattedrale                                           |          |
| Cattedrale di Vilnius Vilniaus Šv. Stanislovo ir Šv. Vladislovo arkikatedra bazilika | Vilnius                          | Vilnius     | Santi Stanislao e Ladislao | cattedrale, basilica, Patrimonio dell'umanità UNESCO |          |
| Cattedrale dell'ordinariato militare in Lituania Šv. Ignoto katedra                  | Ordinariato militare in Lituania | Vilnius     | Sant'Ignazio di Loyola     | cattedrale                                           |          |

## Cattedrali ortodosse
| Cattedrale                                                                          | Diocesi            | Città   | Dedicazione           | Immagine |
| ----------------------------------------------------------------------------------- | ------------------ | ------- | --------------------- | -------- |
| Cattedrale di Santa Maria Madre di Dio Vilniaus Dievo Motinos Ėmimo į Dangų katedra | Vilnius e Lituania | Vilnius | Maria (madre di Gesù) |          |